# 메리마운트 중학교

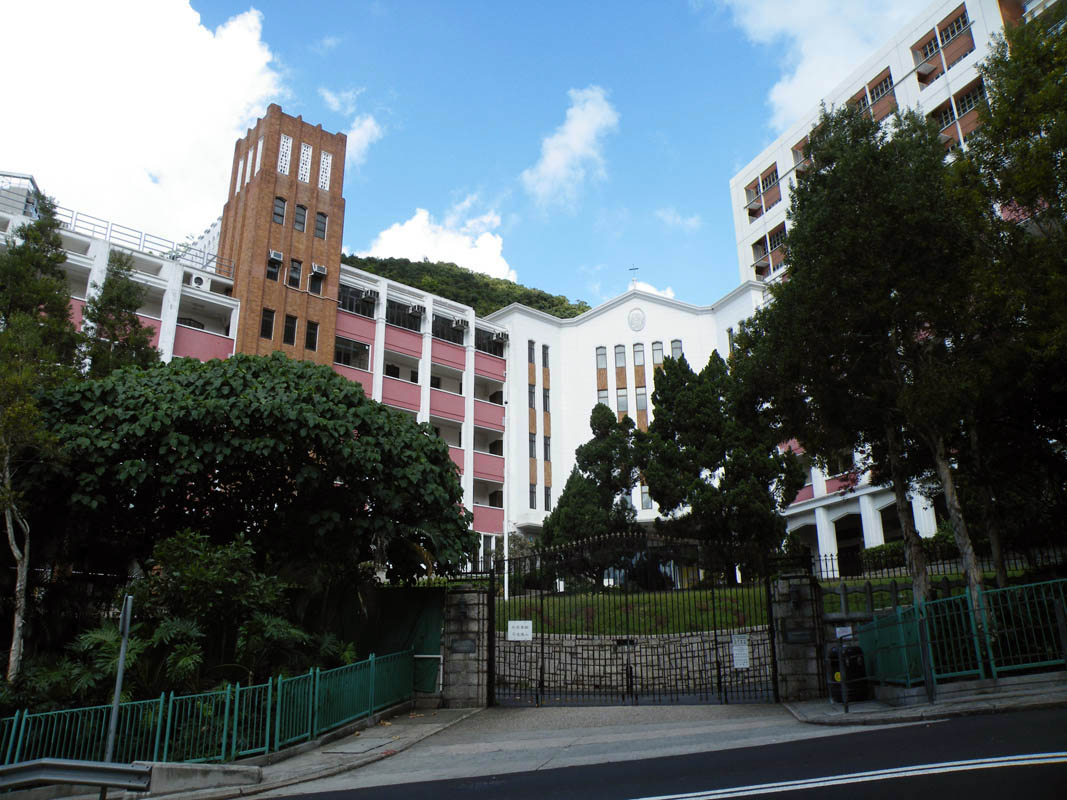
메리마운트 중학교

홍콩 메리마운트 여학교(Marymount Secondary School)는 중화인민공화국 광둥성 홍콩 특별행정구의 로마 가톨릭 종파 사립 여학교이다.

## 교내 연혁과 학교의 역사
중화민국 국민정부 시대 대총통 권한대행 구웨이쥔(顧維鈞) 과도 정권 시절이었고 그와 동시에 영국 직할식민지 광둥성 세실 클레멘티(Cecil Clementi) 홍콩 총독 주둔 관련 외교기 시절이던 1927년 1월 10일, 교황 비오 11세의 관련 지원을 통하여 청나라 광둥 성 영국 직할식민지 홍콩에서 첫 개교되어 그 이후 1997년 7월 1일을 기하여 홍콩이 중공 대륙 본토에 귀속 반환 조치 처분된 현재에까지 이르고 있는데 이 학교야말로 홍콩에서도 높고 깊은 역사를 자랑하는 그야말로 이 초등학교에서는 중국어, 타이완어, 광둥어, 푸젠어, 영어, 스페인어, 포르투갈어 등 수개국어가 넘는 다국적 언어 수업으로 유명한 로마 가톨릭 계파 사립 국제 학교로도 이름이 높다.